# Mistrzostwa Europy w kolarstwie górskim
Mistrzostwa Europy w kolarstwie górskim – zawody w kolarstwie górskim, które po raz pierwszy odbyły się w 1989 roku w szwajcarskiej miejscowości Anzera. Począwszy od 1991 roku organizowane są corocznie.

## Organizatorzy mistrzostw
| - 1989 - Anzera, Szwajcaria - 1991 - Bourboule, Francja - 1992 - Mölbrücke, Austria - 1993 - Klosters, Szwajcaria - 1994 - Métabief, Francja - 1995 - Špindlerův Mlýn, Czechy - 1996 - Bassano, Włochy - 1997 - Silkeborg, Dania - 1998 - Aywaille, Belgia - 1999 - Porto de Mós, Portugalia | - 2000 - Rhenen, Holandia - 2001 - St. Wendel, Niemcy - 2002 - Zurych, Szwajcaria - 2003 - Graz, Austria - 2004 - Wałbrzych, Polska - 2005 - Kluisbergen, Belgia - 2006 - Limosano, Włochy - 2007 - Kapadocja, Turcja - 2008 - St. Wendel, Niemcy - 2009 - Zoetermeer, Holandia | - 2010 - Hajfa, Izrael - 2011 - Dohňany, Słowacja - 2012 - Moskwa, Rosja - 2013 - Berno, Szwajcaria - 2014 - St. Wendel, Niemcy - 2015 - Chies d’Alpago, Włochy - 2016 - Huskvarna, Szwecja - 2017 - Darfo Boario Terme, Włochy - 2018 - Glasgow, Wielka Brytania - 2019 - Brno, Czechy | - 2020 - Monteceneri, Szwajcaria - 2021 - Novi Sad, Serbia - 2022 - Monachium, Niemcy |

## Medaliści

### Cross-country

#### Mężczyźni
Elite
| Rok  | Złoto                     | Srebro                    | Brąz                  |
| 1989 | Roger Honegger            | Philippe Perakis          | Erich Übelhardt       |
| 1990 | nie rozgrywano            | nie rozgrywano            | nie rozgrywano        |
| 1991 | Erich Übelhardt           | Mario Noris               | Thomas Frischknecht   |
| 1992 | Erich Übelhardt           | Gerhard Zadrobilek        | Lorenz Saurer         |
| 1993 | Thomas Frischknecht       | Daniele Bruschi           | Peter Hric            |
| 1994 | Albert Iten               | Gary Foord                | Benny Heylen          |
| 1995 | Jean-Christophe Savignoni | Luca Bramati              | Christophe Dupouey    |
| 1996 | Christophe Dupouey        | Hubert Pallhuber          | Cyrille Bonnand       |
| 1997 | Lennie Kristensen         | Luca Bramati              | Beat Wabel            |
| 1998 | Christophe Dupouey        | Bas van Dooren            | Thomas Frischknecht   |
| 1999 | Miguel Martinez           | Grégory Vollet            | Roberto Lezaun        |
| 2000 | Filip Meirhaeghe          | Bart Brentjens            | Roel Paulissen        |
| 2001 | Bart Brentjens            | José Antonio Hermida      | Lado Fumic            |
| 2002 | José Antonio Hermida      | Lado Fumic                | Roel Paulissen        |
| 2003 | Ralph Näf                 | Julien Absalon            | Lado Fumic            |
| 2004 | José Antonio Hermida      | Lado Fumic                | Ralph Näf             |
| 2005 | Jean-Christophe Péraud    | Julien Absalon            | Marco Bui             |
| 2006 | Julien Absalon            | Christoph Sauser          | Ralph Näf             |
| 2007 | José Antonio Hermida      | Julien Absalon            | Fredrik Kessiakoff    |
| 2008 | Florian Vogel             | Christoph Sauser          | Jakob Fuglsang        |
| 2009 | Ralph Näf                 | José Antonio Hermida      | Sven Nys              |
| 2010 | Jaroslav Kulhavý          | Lukas Flückiger           | Marco Aurelio Fontana |
| 2011 | Jaroslav Kulhavý          | Julien Absalon            | Florian Vogel         |
| 2012 | Moritz Milatz             | Sergio Mantecón           | Ralph Näf             |
| 2013 | Julien Absalon            | Nino Schurter             | Marco Aurelio Fontana |
| 2014 | Julien Absalon            | Fabian Giger              | Jan Škarnitzl         |
| 2015 | Julien Absalon            | Lukas Flückiger           | Manuel Fumic          |
| 2016 | Julien Absalon            | Fabian Giger              | Ondřej Cink           |
| 2017 | Florian Vogel             | Julien Absalon            | Manuel Fumic          |
| 2018 | Lars Forster              | Luca Braidot              | David Valero          |
| 2019 | Mathieu van der Poel      | Florian Vogel             | Milan Vader           |
| 2020 | Nino Schurter             | Titouan Carod             | Mathias Flückiger     |
| 2021 | Lars Forster              | Sebastian Fini Carstensen | Filippo Colombo       |
| 2022 | Thomas Pidcock            | Sebastian Fini Carstensen | Filippo Colombo       |

U-23
| Rok  | Złoto                | Srebro                  | Brąz                |
| 2000 | José Antonio Hermida | Håkon Austad            | Thijs Al            |
| 2001 | Julien Absalon       | Thijs Al                | Peter Riis Andersen |
| 2002 | Julien Absalon       | Florian Vogel           | Iñaki Lejarreta     |
| 2003 | Michael Weiss        | Carlos Coloma           | Manuel Fumic        |
| 2004 | Manuel Fumic         | Iñaki Lejarreta         | Florian Vogel       |
| 2005 | Rudi van Houts       | Jakob Fuglsang          | Jurij Trofimow      |
| 2006 | Nino Schurter        | Rudi van Houts          | Tony Longo          |
| 2007 | Nino Schurter        | Jaroslav Kulhavý        | Jakob Fuglsang      |
| 2008 | Nino Schurter        | Stéphane Tempier        | Matthias Flückiger  |
| 2009 | Fabian Giger         | Thomas Litscher         | Lukas Kaufmann      |
| 2010 | Matthias Flückiger   | Niels Wubben            | Patrick Gallati     |
| 2011 | Gerhard Kerschbaumer | Henk Jaap Moorlag       | Thomas Litscher     |
| 2012 | Ondřej Cink          | Michiel van der Heijden | Luca Braidot        |
| 2013 | Jordan Sarrou        | Jens Schuermans         | Hugo Drechou        |
| 2014 | Jordan Sarrou        | Michiel van der Heijden | Bart de Vocht       |
| 2015 | Pablo Rodriguez      | Grant Ferguson          | Jens Schuermans     |
| 2016 | Victor Koretzky      | Titouan Carod           | Marcel Guerrini     |
| 2017 | Gioele Bertolini     | Nadir Colledani         | Simon Andreassen    |
| 2018 | Joshua Dubau         | Filippo Colombo         | Milan Vader         |
| 2019 | Vlad Dascălu         | Filippo Colombo         | Maximilian Brandl   |
| 2020 | Joel Roth            | Vital Albin             | Juri Zanotti        |
| 2021 | Joel Roth            | Juri Zanotti            | David List          |
| 2022 | Simone Avondetto     | Charlie Aldridge        | Janis Baumann       |

Juniorzy
| Rok  | Złoto                  | Srebro                  | Brąz                    |
| 2000 | Liam Killeen           | Florian Vogel           | Pavel Boudný            |
| 2001 | Jukka Vastaranta       | Lars Petter Nordhaug    | Jorg Graf               |
| 2002 | Thomas Lövkvist        | Jaroslav Kulhavý        | Jurij Trofimow          |
| 2003 | Jaroslav Kulhavý       | Jakob Fuglsang          | Hans Becking            |
| 2004 | Nino Schurter          | Lukáš Hanuš             | Hans Becking            |
| 2005 | Patrik Gallati         | Martin Fanger           | Anders Hovdenes         |
| 2006 | Matthias Flückiger     | Alexis Vuillermoz       | Pascal Meyer            |
| 2007 | Thomas Litscher        | Fabien Canal            | Peter Sagan             |
| 2008 | Peter Sagan            | Mychajło Bacuca         | Matthias Rupp           |
| 2009 | Gerhard Kerschbaumer   | Michiel van der Heijden | Martin Gluth            |
| 2010 | Roger Walder           | Maximilian Vieider      | Michiel van der Heijden |
| 2011 | Jens Schuermans        | Grant Ferguson          | Maxime Urruty           |
| 2012 | Romain Seigle          | Titouan Carod           | Andri Frischknecht      |
| 2013 | Lukas Baum             | Gioele Bertolini        | Niels Rasmussen         |
| 2014 | Simon Andreassen       | Luca Schwarzbauer       | Milan Vader             |
| 2015 | Simon Andreassen       | Antoine Philipp         | Maximilian Brandl       |
| 2016 | Thomas Bonnet          | Vital Albin             | Axel Zingle             |
| 2017 | Jofre Cullell          | Alexandre Balmer        | Benjamin Le Ny          |
| 2018 | Alexandre Balmer       | Simone Avondetto        | Leon Kaiser             |
| 2019 | Lukas Malezsewski      | Janis Baumann           | Harry Birchill          |
| 2020 | Oliver Vedersø Sølvhøj | Janis Baumann           | Luke Wiedmann           |
| 2021 | Ołeksandr Hudyma       | Roman Holzer            | Alexandre Martins       |
| 2022 | Gustav Pedersen        | Rens Manen              | Paul Schehl             |

#### Kobiety
Elite
| Rok  | Złoto                  | Srebro                 | Brąz                   |
| 1991 | Chantal Daucourt       | Silvia Fürst           | Giovanna Bonazzi       |
| 1992 | Silvia Fürst           | Cornelia Sulzer        | Chantal Daucourt       |
| 1993 | Chantal Daucourt       | Caroline Alexander     | Cornelia Sulzer        |
| 1994 | Paola Pezzo            | Sophie Hosotte-Eglin   | Maria Paola Turcutto   |
| 1995 | Caroline Alexander     | Silvia Rovira          | Nina Aarrestad         |
| 1996 | Paola Pezzo            | Nadia De Negri         | Silvia Fürst           |
| 1997 | Chantal Daucourt       | Ałła Jepifanowa        | Annabella Stropparo    |
| 1998 | Laurence Leboucher     | Gunn-Rita Dahle        | Margarita Fullana      |
| 1999 | Paola Pezzo            | Barbara Blatter        | Margarita Fullana      |
| 2000 | Laurence Leboucher     | Paola Pezzo            | Caroline Alexander     |
| 2001 | Laurence Leboucher     | Sabine Spitz           | Irina Kalentjewa       |
| 2002 | Gunn-Rita Dahle        | Laurence Leboucher     | Sabine Spitz           |
| 2003 | Gunn-Rita Dahle        | Irina Kalentjewa       | Margarita Fullana      |
| 2004 | Gunn-Rita Dahle        | Maja Włoszczowska      | Sabine Spitz           |
| 2005 | Gunn-Rita Dahle        | Maja Włoszczowska      | Margarita Fullana      |
| 2006 | Margarita Fullana      | Gunn-Rita Dahle Flesjå | Sabine Spitz           |
| 2007 | Sabine Spitz           | Irina Kalentjewa       | Kateřina Nash          |
| 2008 | Sabine Spitz           | Irina Kalentjewa       | Gunn-Rita Dahle Flesjå |
| 2009 | Maja Włoszczowska      | Irina Kalentjewa       | Sabine Spitz           |
| 2010 | Katrin Leumann         | Maja Włoszczowska      | Eva Lechner            |
| 2011 | Gunn-Rita Dahle Flesjå | Maja Włoszczowska      | Tanja Žakelj           |
| 2012 | Gunn-Rita Dahle Flesjå | Esther Süss            | Sabine Spitz           |
| 2013 | Tanja Žakelj           | Eva Lechner            | Maja Włoszczowska      |
| 2014 | Tanja Žakelj           | Blaža Klemenčič        | Maja Włoszczowska      |
| 2015 | Jolanda Neff           | Eva Lechner            | Blaža Klemenčič        |
| 2016 | Jolanda Neff           | Annika Langvad         | Sabine Spitz           |
| 2017 | Jana Bełomoina         | Linda Indergand        | Gunn-Rita Dahle Flesjå |
| 2018 | Jolanda Neff           | Pauline Ferrand-Prévot | Githa Michiels         |
| 2019 | Jolanda Neff           | Jana Bełomoina         | Elisabeth Brandau      |
| 2020 | Pauline Ferrand-Prévot | Anne Terpstra          | Jana Bełomoina         |
| 2021 | Pauline Ferrand-Prévot | Anne Terpstra          | Anne Tauber            |
| 2022 | Loana Lecomte          | Pauline Ferrand-Prévot | Anne Terpstra          |

U-23
| Rok  | Złoto                  | Srebro             | Brąz                  |
| 2006 | Sarah Koba             | Tereza Huříková    | Eva Lechner           |
| 2007 | Eva Lechner            | Elisabeth Osl      | Tereza Huříková       |
| 2008 | Nathalie Schneitter    | Tanja Žakelj       | Tereza Huříková       |
| 2009 | Aleksandra Dawidowicz  | Alexandra Engen    | Julie Bresset         |
| 2010 | Alexandra Engen        | Kathrin Stirnemann | Tanja Žakelj          |
| 2011 | Julie Bresset          | Annie Last         | Elisabeth Sveum       |
| 2012 | Jolanda Neff           | Paula Gorycka      | Anne Terpstra         |
| 2013 | Jana Bełomoina         | Jenny Rissveds     | Helen Grobert         |
| 2014 | Pauline Ferrand-Prévot | Jolanda Neff       | Helen Grobert         |
| 2015 | Perrine Clauzel        | Margot Moschetti   | Monika Żur            |
| 2016 | Sina Frei              | Jenny Rissveds     | Evie Richards         |
| 2017 | Sina Frei              | Alessandra Keller  | Anne Tauber           |
| 2018 | Sina Frei              | Marika Tovo        | Rocío del Alba García |
| 2019 | Sina Frei              | Laura Stigger      | Loana Lecomte         |
| 2020 | Loana Lecomte          | Marika Tovo        | Wiktorija Kirsanowa   |
| 2021 | Mona Mitterwallner     | Puck Pieterse      | Ronja Eibl            |
| 2022 | Puck Pieterse          | Fem van Empel      | Giada Specia          |

Juniorki
| Rok  | Złoto                  | Srebro                | Brąz                  |
| 2001 | Maja Włoszczowska      | Pavla Havlíková       | Petra Bublová         |
| 2002 | Bettina Schmid         | Eva Lechner           | Petra Bublová         |
| 2003 | Bettina Schmid         | Tereza Huříková       | Marianne Vos          |
| 2004 | Emilie Siegenthaler    | Tereza Huříková       | Nathalie Schneitter   |
| 2005 | Marlena Pyrgies        | Aleksandra Dawidowicz | Julie Krasniak        |
| 2006 | Tanja Žakelj           | Julie Krasniak        | Alexandra Engen       |
| 2007 | Kathrin Stirnemann     | Barbara Benkó         | Ines Thoma            |
| 2008 | Mona Eiberweiser       | Ałła Bojko            | Kajsa Snihs           |
| 2009 | Pauline Ferrand-Prévot | Michelle Hediger      | Anne Terpstra         |
| 2010 | Linda Indergand        | Helen Grobert         | Johanna Techt         |
| 2011 | Jolanda Neff           | Linda Indergand       | Johanna Techt         |
| 2012 | Jenny Rissveds         | Margot Moschetti      | Sofia Wiedenroth      |
| 2013 | Malene Degn            | Sofia Wiedenroth      | Alessandra Keller     |
| 2014 | Alessandra Keller      | Nicole Koller         | Sina Frei             |
| 2015 | Sina Frei              | Nicole Koller         | Ida Jansson           |
| 2016 | Sophie Wright          | Hélène Clauzel        | Caroline Bohé         |
| 2017 | Laura Stigger          | Loana Lecomte         | Caroline Bohé         |
| 2018 | Laura Stigger          | Harriet Harnden       | Tereza Sásková        |
| 2019 | Jacqueline Schneebeli  | Mona Mitterwallner    | Harriet Harnden       |
| 2020 | Mona Mitterwallner     | Olivia Onesti         | Puck Pieterse         |
| 2021 | Line Burquier          | Sara Cortinovis       | Lea Huber             |
| 2022 | Monique Halter         | Lea Huner             | Natalia Grzegorzewska |

### Downhill

#### Mężczyźni
Elite
| Rok  | Złoto               | Srebro               | Brąz                     |
| 1991 | Christian Taillefer | Philippe Perakis     | Albert Iten              |
| 1992 | Jürgen Sprich       | Albert Iten          | Paul Herijgers           |
| 1993 | Jürgen Sprich       | Bruno Zanchi         | Vincent Julliot          |
| 1994 | Nicolas Vouilloz    | Tommy Johansson      | Corrado Hérin            |
| 1995 | François Gachet     | Nicolas Vouilloz     | Alexandre Balaud         |
| 1996 | Tomas Misser        | Jürgen Beneke        | Gianluca Bonanomi        |
| 1997 | Nicolas Vouilloz    | Corrado Hérin        | Jürgen Beneke            |
| 1998 | Nicolas Vouilloz    | Corrado Hérin        | Jürgen Beneke            |
| 1999 | Bruno Zanchi        | Rene Wildhaber       | Kristian Eriksson        |
| 2000 | Steve Peat          | Nicolas Vouilloz     | Fabien Barel             |
| 2001 | Filip Polc          | Corrado Hérin        | Cédric Gracia            |
| 2002 | nie rozgrywano      | nie rozgrywano       | nie rozgrywano           |
| 2003 | Julien Camellini    | Mickaël Pascal       | Mickaël Deldycke         |
| 2004 | Steve Peat          | Fabien Barel         | Julien Camellini         |
| 2005 | Fabien Barel        | Marc Beaumont        | Steve Peat               |
| 2006 | Gee Atherton        | Marc Beaumont        | Fabien Barel             |
| 2007 | Joost Wichman       | Romain Saladini      | Dominik Gspan            |
| 2008 | Florent Payet       | Damien Spagnolo      | Nick Beer                |
| 2009 | Nick Beer           | Aurélien Giordanengo | Rémi Thirion             |
| 2010 | Robin Wallner       | Nick Beer            | Markus Pekoll            |
| 2011 | nie rozgrywano      | nie rozgrywano       | nie rozgrywano           |
| 2012 | nie rozgrywano      | nie rozgrywano       | nie rozgrywano           |
| 2013 | Markus Pekoll       | Manuel Gruber        | Miran Vauh               |
| 2014 | nie rozgrywano      | nie rozgrywano       | nie rozgrywano           |
| 2015 | Jure Žabjek         | Sławomir Łukasik     | Lutz Weber               |
| 2016 | nie rozgrywano      | nie rozgrywano       | nie rozgrywano           |
| 2017 | Florent Payet       | Sławomir Łukasik     | Loris Revelli            |
| 2018 | Francisco Pardal    | Benoît Coulanges     | Johannes Von Klebelsberg |
| 2019 | Baptiste Pierron    | Benoît Coulanges     | David Trummer            |
| 2020 | nie rozgrywano      | nie rozgrywano       | nie rozgrywano           |
| 2021 | Loris Vergier       | Benoît Coulanges     | Danny Hart               |
| 2022 | Andreas Kolb        | David Trummer        | Benoît Coulanges         |

Juniorzy
| Rok  | Złoto              | Srebro          | Brąz                    |
| 2010 | Sam Flockhart      | Oliwer Kangas   | Zakarias Blom Johansenk |
| 2011 | nie rozgrywano     | nie rozgrywano  | nie rozgrywano          |
| 2012 | nie rozgrywano     | nie rozgrywano  | nie rozgrywano          |
| 2013 | Markus Pekoll      | Manuel Gruber   | Miran Vauh              |
| 2014 | nie rozgrywano     | nie rozgrywano  | nie rozgrywano          |
| 2015 | Loris Revelli      | Thibault Laly   | Tomáš Navrátil          |
| 2016 | nie rozgrywano     | nie rozgrywano  | nie rozgrywano          |
| 2017 | Sylvain Cougoureux | Giacomo Masiero | Andrea Bianciotto       |
| 2018 | Tiago Ladeira      | Mika Hopp       | Stefano Introzzi        |
| 2019 | nie rozgrywano     | nie rozgrywano  | nie rozgrywano          |
| 2020 | nie rozgrywano     | nie rozgrywano  | nie rozgrywano          |
| 2021 | Jordan Williams    | Davide Cappello | Maximilian Oberhofer    |
| 2022 | Kimi Viardot       | Davide Cappello | Nathan Pontvianne       |

#### Kobiety
Elite
| Rok  | Złoto                  | Srebro           | Brąz              |
| 1991 | Giovanna Bonazzi       | Nathalie Fiat    | Sophie Kempf      |
| 1992 | Susi Buchwieser        | Giovanna Bonazzi | Sophie Kempf      |
| 1993 | Giovanna Bonazzi       | Brigitte Kasper  | Rita Buergi       |
| 1994 | Anne-Caroline Chausson | Giovanna Bonazzi | Brigitte Kasper   |
| 1995 | Anne-Caroline Chausson | Giovanna Bonazzi | Nina Aarrestad    |
| 1996 | Anne-Caroline Chausson | Nolvenn Le Caër  | Mercedes González |
| 1997 | Anne-Caroline Chausson | Nolvenn Le Caër  | Giovanna Bonazzi  |
| 1998 | Anne-Caroline Chausson | Katja Repo       | Regina Stiefl     |
| 1999 | Florentina Moser       | Malin Lindgren   | Tracy Moseley     |
| 2000 | Tracy Moseley          | Sabrina Jonnier  | Céline Gros       |
| 2001 | Sarah Stieger          | Fionn Griffiths  | Tracy Moseley     |
| 2002 | nie rozgrywano         | nie rozgrywano   | nie rozgrywano    |
| 2003 | Anne-Caroline Chausson | Marielle Saner   | Nolvenn Le Caër   |
| 2004 | Anne-Caroline Chausson | Marielle Saner   | Tracy Moseley     |
| 2005 | Anne-Caroline Chausson | Sabrina Jonnier  | Marielle Saner    |
| 2006 | Rachel Atherton        | Marielle Saner   | Helen Gaskell     |
| 2007 | Sabrina Jonnier        | Céline Gros      | Rachel Seydoux    |
| 2008 | Sabrina Jonnier        | Petra Bernhard   | Floriane Pugin    |
| 2009 | Floriane Pugin         | Emmeline Ragot   | Céline Gros       |
| 2010 | Myriam Nicole          | Floriane Pugin   | Anita Ager-Wick   |
| 2011 | nie rozgrywano         | nie rozgrywano   | nie rozgrywano    |
| 2012 | nie rozgrywano         | nie rozgrywano   | nie rozgrywano    |
| 2013 | Emmeline Ragot         | Morgane Charre   | Ewa Dimitrowa     |
| 2014 | nie rozgrywano         | nie rozgrywano   | nie rozgrywano    |
| 2015 | Jana Bártová           | Veronika Widmann | Eleonora Farina   |
| 2016 | nie rozgrywano         | nie rozgrywano   | nie rozgrywano    |
| 2017 | Eleonora Farina        | Alia Marcellini  | Marine Cabirou    |
| 2018 | Monika Hrastnik        | Morgane Charre   | Camille Balanche  |
| 2019 | Camille Balanche       | Monika Hrastnik  | Veronika Widmann  |
| 2020 | nie rozgrywano         | nie rozgrywano   | nie rozgrywano    |
| 2021 | Monika Hrastnik        | Eleonora Farina  | Veronika Widmann  |
| 2022 | Monika Hrastnik        | Camille Balanche | Veronika Widmann  |

Juniorki
| Rok  | Złoto               | Srebro          | Brąz               |
| 2010 | Fanny Lombard       | Julie Berteaux  | Kim Annika Schauff |
| 2011 | nie rozgrywano      | nie rozgrywano  | nie rozgrywano     |
| 2012 | nie rozgrywano      | nie rozgrywano  | nie rozgrywano     |
| 2013 | nie rozgrywano      | nie rozgrywano  | nie rozgrywano     |
| 2014 | nie rozgrywano      | nie rozgrywano  | nie rozgrywano     |
| 2015 | Simona Porubanová   | Hanna Kurek     | -                  |
| 2016 | nie rozgrywano      | nie rozgrywano  | nie rozgrywano     |
| 2017 | Beatrice Migliorini | Mèlanie Chappaz | Flora Lesoin       |
| 2018 | Nastasia Gimenez    | Valentina Höll  | Lelia Tasso        |
| 2019 | nie rozgrywano      | nie rozgrywano  | nie rozgrywano     |
| 2020 | nie rozgrywano      | nie rozgrywano  | nie rozgrywano     |
| 2021 | Izabeła Jankowa     | Sophie Gutöhrle | Kine Haugom        |
| 2022 | Izabeła Jankowa     | Kine Haugom     | Lisa Bouladou      |

### Maraton

#### Mężczyźni
Elite
| Rok  | Złoto                | Srebro              | Brąz               |
| 2002 | Mauro Bettin         | Thomas Dietsch      | Roman Rametsteiner |
| 2003 | Thomas Dietsch       | Martin Kraler       | Jure Golcer        |
| 2004 | Thomas Dietsch       | Roland Stauder      | Alban Lakata       |
| 2005 | Hannes Genze         | Andreas Kugler      | Sandro Späth       |
| 2006 | Ralph Näf            | Thomas Stoll        | Andreas Kugler     |
| 2007 | Christoph Sauser     | Christoph Soukup    | Moritz Milatz      |
| 2008 | Alban Lakata         | Peter Riis Andersen | Urs Huber          |
| 2009 | Allan Oras           | Kalle Kriit         | Caspar Austa       |
| 2010 | Ralph Näf            | Mirko Celestino     | Andreas Kugler     |
| 2011 | Aleksiej Miedwiediew | Jukka Vastaranta    | Tim Bohme          |
| 2012 | Kristián Hynek       | Pavel Boudný        | Alban Lakata       |
| 2013 | Alban Lakata         | Christoph Sauser    | Kristián Hynek     |
| 2014 | Christoph Sauser     | Jaroslav Kulhavý    | Christoph Soukup   |
| 2015 | Jaroslav Kulhavý     | Sascha Weber        | Alban Lakata       |

U-23
| Rok  | Złoto            | Srebro            | Brąz               |
| 2008 | Jakob Nimpf      | Daniel Federspiel | Vivien Legastelois |
| 2010 | Konny Looser     | Matthias Leisling | Lorenzo Martelli   |
| 2011 | nie rozgrywano   | nie rozgrywano    | nie rozgrywano     |
| 2012 | Simon Stiebjahn  | Marek Rauchfuss   | Marcus Nicolai     |
| 2013 | Bartłomiej Wawak | Enea Vetsch       | Christian Pfäffle  |

#### Kobiety
| Rok  | Złoto                  | Srebro                 | Brąz              |
| 2002 | Andrea Huser           | Gunn-Rita Dahle        | Petra Schörkmayer |
| 2003 | Birgit Jüngst          | Gunn-Rita Dahle        | Sandra Klose      |
| 2004 | Blaža Klemenčič        | Sandra Klose           | Ilona Bublová     |
| 2005 | Pia Sundstedt          | Birgit Jüngst          | Blaža Klemenčič   |
| 2006 | Gunn-Rita Dahle Flesjå | Pia Sundstedt          | Dolores Rupp      |
| 2007 | Sabine Spitz           | Ariëlle van Meurs      | Esther Süss       |
| 2008 | Esther Süss            | Pia Sundstedt          | Antonia Wipfli    |
| 2009 | Gunn-Rita Dahle Flesjå | Maja Włoszczowska      | Ivanda Eiduka     |
| 2010 | Esther Süss            | Gunn-Rita Dahle Flesjå | Pia Sundstedt     |
| 2011 | Pia Sundstedt          | Sally Bigham           | Elena Giacomuzzi  |
| 2012 | Pia Sundstedt          | Sally Bigham           | Silke Schmidt     |
| 2013 | Esther Süss            | Sally Bigham           | Sabine Spitz      |
| 2014 | Tereza Huříková        | Sally Bigham           | Borghild Løvset   |
| 2015 | Sabine Spitz           | Jolanda Neff           | Esther Süss       |

### Four-cross

#### Mężczyźni
| Rok  | Złoto          | Srebro             | Brąz              |
| 2003 | Michal Prokop  | Lukáš Tamme        | Dale Holmes       |
| 2004 | Michal Prokop  | Lukáš Tamme        | Leiv Ove Nordmark |
| 2006 | Joost Wichman  | Scott Beaumont     | Guido Tschugg     |
| 2008 | Joost Wichman  | Romain Saladini    | Dominik Gspan     |
| 2009 | Michal Prokop  | Roger Rinderknecht | Tomáš Slavík      |
| 2010 | Joost Wichman  | Tomáš Slavík       | Jurg Meijer       |
| 2011 | nie rozgrywano | nie rozgrywano     | nie rozgrywano    |
| 2012 | Felix Beckeman | Marek Peško        | Lukáš Měchura     |
| 2013 | Jakub Riha     | Giovanni Pozzoni   | Miran Vauh        |

#### Kobiety
| Rok  | Złoto                  | Srebro                | Brąz                  |
| 2003 | Anne-Caroline Chausson | Laëtitia Le Corguillé | Jana Horáková         |
| 2004 | Anne-Caroline Chausson | Jana Horáková         | Laëtitia Le Corguillé |
| 2008 | Sabrina Jonnier        | Céline Gros           | Rachel Seydoux        |
| 2009 | Anita Molcik           | Rachel Seydoux        | Lucia Oetjen          |
| 2010 | Romana Labounková      | Anita Molcik          | Anneke Beerten        |
| 2011 | nie rozgrywano         | nie rozgrywano        | nie rozgrywano        |
| 2012 | Katy Curd              | Anita Molcik          | Lucia Oetjen          |
| 2013 | Emmeline Ragot         | Morgane Charre        | Tereza Votavová       |

### Dual slalom

#### Mężczyźni
| Rok  | Złoto            | Srebro         | Brąz           |
| 1998 | Michael Maroši   | Guido Tschugg  | Gerwin Peters  |
| 1999 | Mickaël Deldycke | Michael Maroši | Jani Vesikko   |
| 2000 | Mickaël Deldycke | Steve Peat     | Karim Amour    |
| 2001 | Cédric Gracia    | Karim Amour    | Scott Beaumont |

#### Kobiety
| Rok  | Złoto                  | Srebro           | Brąz             |
| 1998 | Anne-Caroline Chausson | Helen Mortimer   | Giovanna Bonazzi |
| 1999 | Tracy Moseley          | Helena Kurandová | Sofia Fagerström |
| 2000 | Céline Gros            | Nolvenn Le Caër  | Sarah Stieger    |
| 2001 | Sabrina Jonnier        | Fionn Griffiths  | Tracy Moseley    |

### Eliminator

#### Mężczyźni
| Rok  | Złoto                 | Srebro                | Brąz              |
| 2013 | Daniel Federspiel     | Miha Halzer           | Sepp Freiburghaus |
| 2014 | Daniel Federspiel     | Ralph Näf             | Fabrice Mels      |
| 2015 | Jeroen Van Eck        | Heiko Hog             | Marcel Wildhaber  |
| 2016 | Emil Linde            | Daniel Federspiel     | Martin Setterberg |
| 2017 | Titouan Perrin-Ganier | Daniel Federspiel     | Jeroen van Eck    |
| 2018 | Titouan Perrin-Ganier | Lorenzo Serres        | Simon Rogier      |
| 2019 | Hugo Briatta          | Titouan Perrin-Ganier | Lorenzo Serres    |
| 2020 | Titouan Perrin-Ganier | Jeroen van Eck        | Hugo Briatta      |
| 2021 | Jeroen van Eck        | Lorenzo Serres        | Joel Burman       |
| 2022 | Jakob Klemenčič       | Ricardo Marinheiro    | Ede Molnár        |

#### Kobiety
| Rok  | Złoto              | Srebro             | Brąz               |
| 2013 | Jenny Rissveds     | Kathrin Stirnemann | Ramona Forchini    |
| 2014 | Kathrin Stirnemann | Linda Indergand    | Alexandra Engen    |
| 2015 | Kathrin Stirnemann | Anna Oberparleiter | Chiara Teocchi     |
| 2016 | Iryna Popowa       | Anne Terpstra      | Anna Oberparleiter |
| 2017 | Kathrin Stirnemann | Barbora Průdková   | Anne Terpstra      |
| 2018 | Iryna Popowa       | Coline Clauzure    | Barbora Průdková   |
| 2019 | Gaia Tormena       | Coline Clauzure    | Magdalena Durán    |
| 2020 | Gaia Tormena       | Linda Indergand    | Marion Fromberger  |
| 2021 | Gaia Tormena       | Fem van Empel      | Iryna Popowa       |
| 2022 | Gaia Tormena       | Terézia Ciriaková  | Zuzana Šafářová    |

### Sztafeta
| Rok  | Złoto | Srebro | Brąz |
| 2002 | Francja · Julien Absalon · Jean-Eudes Demaret · Laurence Leboucher · Cédric Ravanel                            | Szwajcaria · Florian Vogel · Barbara Blatter · Lukas Flückiger · Thomas Kalberer                                     | Czechy · Milan Spěšný · Jaroslav Kulhavý · Ilona Bublová · Tomáš Vokroulik                                      |
| 2003 | Szwajcaria · Ralph Näf · Balz Weber · Nino Schurter · Barbara Blatter                                          | Polska · Marcin Karczyński · Piotr Formicki · Anna Szafraniec · Kryspin Pyrgies                                      | Hiszpania · Carlos Coloma · Àngel Espigares · Margarita Fullana · José Antonio Hermida                          |
| 2004 | Szwajcaria · Ralph Näf · Nino Schurter · Petra Henzi · Florian Vogel                                           | Niemcy · Ivonne Kraft · Moritz Milatz · Stefan Sahm · Andi Weinhold                                                  | Hiszpania · Iñaki Lejarreta · Miguel Valles · Margarita Fullana · José Antonio Hermida                          |
| 2005 | Włochy · Marco Bui · Tony Longo · Eva Lechner · Johannes Schweiggl                                             | Szwajcaria · Nino Schurter · Martin Fanger · Petra Henzi · Florian Vogel                                             | Szwecja · Emil Lindgren · Matthias Wengelin · Maria Östergren · Fredrik Kessiakoff                              |
| 2006 | Szwajcaria · Ralph Näf · Petra Henzi · Martin Fanger · Nino Schurter                                           | Francja · Cédric Ravanel · Severine Hansen · Alexis Vuillermoz · Stéphane Tempier                                    | Szwecja · Fredrik Kessiakoff · Emil Lindgren · Maria Östergren · Matthias Wengelin                              |
| 2007 | Szwajcaria · Florian Vogel · Thomas Litscher · Petra Henzi · Nino Schurter                                     | Francja · Alexis Vuillermoz · Fabien Canal · Cécile Ravanel · Cédric Ravanel                                         | Włochy · Yader Zoli · Andrea Tiberi · Francesco Aulino · Eva Lechner                                            |
| 2008 | Francja · Jean-Christophe Péraud · Arnaud Jouffroy · Laurence Leboucher · Alexis Vuillermoz                    | Włochy · Marco Aurelio Fontana · Gerhard Kerschbaumer · Eva Lechner · Cristian Cominelli                             | Szwecja · Emil Lindgren · Alexandra Engen · Olof Jönsson · Alexander Wetterhall                                 |
| 2009 | Szwecja · Emil Lindgren · Tobias Ludvigsson · Matthias Wengelin · Alexandra Engen                              | Szwajcaria · Thomas Litscher · Ralph Näf · Roger Walder · Nathalie Schneitter                                        | Holandia · Michiel van der Heijden · Rudi van Houts · Irjan Luttenberg · Sanne Paasen                           |
| 2010 | Szwajcaria · Thomas Litscher · Ralph Näf · Roger Walder · Katrin Leumann                                       | Włochy · Marco Aurelio Fontana · Maximilian Vieider · Eva Lechner · Gerhard Kerschbaumer                             | Czechy · Ondřej Cink · Tomáš Paprstka · Tereza Huříková · Jan Škarnitzl                                         |
| 2011 | Francja · Fabien Canal · Victor Koretzky · Julie Bresset · Maxime Marotte                                      | Szwajcaria · Thomas Litscher · Lars Forster · Nathalie Schneitter · Martin Gujan                                     | Włochy · Marco Aurelio Fontana · Gerhard Kerschbaumer · Lorenzo Samparisi · Eva Lechner                         |
| 2012 | Włochy · Michele Casagrande · Gioele Bertolini · Eva Lechner · Luca Braidot                                    | Szwajcaria · Martin Gujan · Katrin Leumann · Matthias Stirnemann · Dominic Zumstein                                  | Holandia · Michiel van der Heijden · Jesper Slik · Anne Terpstra · Henk-Jaap Moorlag                            |
| 2013 | Włochy · Gioele Bertolini · Eva Lechner · Marco Aurelio Fontana · Gerhard Kerschbaumer                         | Szwajcaria · Reto Indergand · Dominic Grab · Jolanda Neff · Nino Schurter                                            | Czechy · Jan Nesvadba · Jan Vastl · Kateřina Nash · Ondřej Cink                                                 |
| 2014 | Francja · Jordan Sarrou · Hugo Pigeon · Margot Moschetti · Maxime Marotte                                      | Niemcy · Ben Zwiehoff · Tobias Eise · Helen Grobert · Moritz Milatz                                                  | Włochy · Maximilian Vieider · Moreno Pellizzon · Lisa Rabensteiner · Marco Aurelio Fontana                      |
| 2015 | Niemcy · Maximilian Brandl · Ben Zwiehoff · Helen Grobert · Manuel Fumic                                       | Szwajcaria · Reto Indergand · Arnaud Hertling · Esther Süss · Andri Frischknecht                                     | Czechy · Jan Vastl · Matěj Průdek · Barbora Průdková · Jaroslav Kulhavý                                         |
| 2016 | Szwajcaria · Marcel Guerrini · Vital Albin · Jolanda Neff · Lars Forster                                       | Francja · Victor Koretzky · Axel Zingle · Pauline Ferrand-Prévot · Jordan Sarrou                                     | Niemcy · Georg Egger · Niklas Schehl · Sabine Spitz · Ben Zwiehoff                                              |
| 2017 | Szwajcaria · Filippo Colombo · Joel Roth · Linda Indergand · Alessandra Keller · Andri Frischknecht            | Dania · Sebastian Carstensen Fini · Alexander Andersen · Caroline Bohé · Simon Andreassen · Malene Degn              | Włochy · Gerhard Kerschbaumer · Chiara Teocchi · Juri Zanotti · Marika Tovo · Nadir Colledani                   |
| 2018 | Włochy · Luca Braidot · Marika Tovo · Filipo Fontana · Chiara Teocchi · Juri Zanotti                           | Szwajcaria · Joris Ryf · Alexandre Balmer · Alessandra Keller · Sina Frei · Filippo Colombo                          | Dania · Jonas Lindberg · Alexander Young Andersen · Simon Andreassen · Caroline Bohé · Malene Degn              |
| 2019 | Szwajcaria · Joel Roth · Dario Lillo · Ramona Forchini · Sina Frei · Andri Frischknecht                        | Włochy · Simone Avondetto · Andrea Colombo · Eva Lechner · Martina Berta · Luca Braidot                              | Dania · Sebastian Carstensen · Markus Heuer · Sofie Pedersen · Caroline Bohé · Simon Andreassen                 |
| 2020 | Włochy · Luca Braidot · Eva Lechner · Filippo Agostinacchio · Nicole Pesse · Marika Tovo · Juri Zanotti        | Francja · Mathis Azzaro · Luca Martin · Loana Lecomte · Olivia Onesti · Lena Gerault · Jordan Sarrou                 | Szwajcaria · Fabio Püntener · Janis Baumann · Alessandra Keller · Noëlle Buri · Elisa Alvarez · Thomas Litscher |
| 2021 | Włochy · Luca Braidot · Filippo Agostinacchio · Martina Berta · Sara Cortinovis · Marika Tovo · Juri Zanotti   | Szwajcaria · Vital Albin · Nils Aebersold · Alessandra Keller · Jacqueline Schneebeli · Lea Huber · Alexandre Balmer | Niemcy · Leon Kaiser · Lars Gräter · Nina Benz · Finja Lipp · Ronja Eibl · Niklas Schehl                        |
| 2022 | Holandia · Tom Schellekens · Rens Manen · Fem van Empel · Lauren Molengraaf · Puck Pieterse · David Haverdings | Włochy · Marco Betteo · Fabio Bassignana · Giorgia Marchet · Valentina Corvi · Giada Specia · Simone Avondetto       | Niemcy · Paul Schehl · Lennart Krayer · Finja Lipp · Sina Thiel · Antonia Weeger · Leon Kaiser                  |

### Trial

#### Mężczyźni
Elite 20"
| Rok  | Złoto          | Srebro           | Brąz           |
| 2011 | Daniel Comas   | Benito Ros       | Abel Mustieles |
| 2012 | Abel Mustieles | Vincent Hermance | Benito Ros     |
| 2013 | Abel Mustieles | Ion Areitio      | Rick Koekoek   |
| 2015 | Benito Ros     | Abel Mustieles   | Alex Rudeau    |

Elite 26"
| Rok  | Złoto              | Srebro           | Brąz                |
| 2011 | Kenny Belaey       | Vincent Hermance | Gilles Coustellier  |
| 2012 | Gilles Coustellier | Hannes Herrmann  | Guillaume Dunand    |
| 2013 | Gilles Coustellier | Vincent Hermance | Aurelien Fontenoy   |
| 2015 | Jack Carthy        | Vincent Hermance | Giacomo Coustellier |

Juniorzy 20"
| Rok  | Złoto              | Srebro             | Brąz             |
| 2011 | Raphael Pils       | Alessandro Bertola | Filip Mrugała    |
| 2012 | Gilles Coustellier | Hannes Herrmann    | Guillaume Dunand |
| 2013 | Dominik Oswald     | Lucas Krell        | Bernat Seuba     |
| 2015 | Dominik Oswald     | Sebastian Ruiz     | Nicolas Fleury   |

Juniorzy 26"
| Rok  | Złoto          | Srebro          | Brąz                |
| 2011 | Robin Fix      | David Bonzon    | Yann Dunant         |
| 2012 | David Bonzon   | Eloi Pare       | Clément Meot        |
| 2013 | Jack Carthy    | Jeremy Descloux | Jonathan Sandritter |
| 2015 | Nicolas Vallée | Jordi Araque    | Tom Blaser          |

#### Kobiety
| Rok  | Złoto             | Srebro            | Brąz              |
| 2011 | Karin Moor        | Romina Fix        | Gemma Abant       |
| 2012 | Tatiana Janíčková | Gemma Abant       | Andrea Wesp       |
| 2013 | Gemma Abant       | Tatiana Janíčková | Mireia Abant      |
| 2015 | Tatiana Janíčková | Nina Reichenbach  | Kristína Sýkorová |